# Michinmahuida
Il Michinmahuida (detto anche Minchinmávida o Michimahuida) è uno stratovulcano nelle Ande, nel sud del Cile, alto 2.404 m s.l.m.., attualmente quiescente. 
La sommità è costituita da una caldera del diametro di 3 chilometri coperta da un ghiacciaio. L'eruzione del vicino vulcano Chaitén, circa 15 chilometri a est, nel 2008 ha coperto di cenere vulcanica il monte. 
L'ultima eruzione del vulcano fu descritta da Darwin nel 1834. La precedente eruzione fu nel 1724.